# Čumil (album)
Čumil je druhé album skupiny Iné Kafe.
Když skupinu v květnu roku 1999 opustil Cibi, nahrála skladbu „Svätý Pokoj“. Později, přesně rok po vydání debutu Vitaj!, vyšlo album Čumil. Je to poslední řadové album s baskytaristou Máriom Pražencom (Wayo). Skladba "Poraď si sám“ z tohoto alba (původně od Mira Žbirky) byla do roku 2011 jedinou cover verzí, kterou Iné Kafe nahráli.
Na rozdíl od předchozích počinů, které obsahovaly texty s politickým tématem (především demo Situácia, částečně také album Vitaj!), zde skupina od politických témat upouští a začíná se více věnovat osobním problémům.
Alba se prodalo 17 00 kusů.

## Seznam skladeb
Bonus nemá oficiální název a není uveden na obalu.
1. „Ako idiot“ – 2:27 (Vratko)
2. „Poraď si sám“ – 2:10 (Miro Žbirka)
3. „Peter“ – 2:32 (Vratko)
4. „Radikál“ – 2:19 (Wayo/Wayo,Vratko)
5. „Pohoda“ – 2:53 (Wayo/Dodo)
6. „Veľkou palicou II.“ – 3:11 (Vratko)
7. „Nie, nie“ – 2:27 (Wayo)
8. „Ako sa máš?“ – 4:07 (Vratko)
9. „Svätý pokoj“ – 2:53 (Vratko)
10. „Sráč“ – 1:50 (Vratko)
11. „Čumil“ – 3:01 (Vratko)
12. „Skús to ďalej“ – 2:59 (Vratko)
13. „Vianoce“ – 3:11 (Vratko)
14. „Bonus“ – 9:34

## Skupina
- Vratko Rohoň – kytara, zpěv
- Mario „Wayo“ Praženec – basa
- Dodo Praženec – bicí, sbory

## Hosté
- Yxo – basa (9), vokály (1, 2, 7, 8, 11)
- Peter Opet – trubka (5, 7)
- Gabriela Hejduková – saxofon (5, 7)
- Tomáš a Jopo – scratching (2)
- Roman „Fernet“ Slavík – vokály (2, 3, 5, 6, 12, 13)
- Sanchez – kytara